# Sonja Hlebš
Sonja Hlebš, slovenska filmska igralka, * 23. marec 1927 Kranj, † 31. avgust 2005, Švica.
Sonja Hlebš je igrala v več filmih jugoslovanske produkcije, pogosto v vlogah fatalne ženske. Poročena je bila z igralcema Bertom Sotlarjem in Ljubišo Jovanovićem.

## Filmografija
- Crveni cvet (1950)
- Poslednji dan (1951)
- Poslednji kolosek (1956)
- Drug predsednik centarfor (1960)
- Diližansa snova (1960)
- Leto je krivo za sve (1960)
- Velika turneja (1961)
- Dan četrnaesti (1961)
- Zvižduk u osam (1962)
- Čovik od svita (1965)
- Mrtvim vstop prepovedan (1965)
- Pre rata (1966)
- The boy cried murder (1966)
- Druga strana medaljev (1966)
- Kad golubovi polete (1968)